# Indie na Letních olympijských hrách 1960
Indie se účastnila Letní olympiády 1960 v italském Římě. Zastupovalo ji 15 sportovců ve 2 sportech.

## Medailisté
| Medaile | Jméno | Sport         | Soutěž      |
| ------- | --- | ------------- | ----------- |
| Stříbro | Shankar Laxman Prithipal Singh Sharma Jaman Lal Udham Singh Leslie Walter Claudius Joseph Antic Mohinder Lal Joginder Singh John V. Peter Jaswant Singh Charanjit Singh Raghbir Singh Bhola Govind Savant | Pozemní hokej | turnaj mužů |